# Stora Högskäret
Stora Högskäret är en ö i Finland.   Den ligger i landskapet Österbotten, i den västra delen av landet, 400 km nordväst om huvudstaden Helsingfors. Arean är 0,13 kvadratkilometer.
Terrängen på Stora Högskäret är mycket platt. Öns högsta punkt är 10 meter över havet.